# Янчук, Павел Сергеевич
Павел Сергеевич Янчук (род. 12 июля 1986 года в Киеве) — украинский футболист, защитник.

## Карьера
Янчук является выпускником школы «Динамо Киев», он защищал цвета клуба в юниорском чемпионате Украины, первым тренером был Олег Петрович Крисан. Профессиональная карьера футболиста началась 28 марта 2004 года в составе «Оболонь-2», Янчук был арендован фарм-клубом «пивоваров». Летом 2006 года он отправился в Румынию, где выступал за «Арджеш». Во время зимнего перерыва сезона 2007/08 он перешёл в немецкий «Санкт-Паули», но сыграл там лишь один матч, а затем безуспешно пытался перейти в «Шальке 04» и «Гамбург». В июле 2008 года он вернулся в Румынию, где подписал контракт с «Либерти Орадя». Тогда он играл на правах аренды в таких клубах, как УТА, «Динамо II Бухарест», «Гонвед». В сезоне 2011/12 он защищал цвета румынского «Бихора». Начиная с зимы 2012 года играл за молдавский футбольный клуб «Тирасполь». В 2013 году вернулся на Украину и выступал на любительском уровне.